# Pinegrove
Pinegrove es una banda de rock estadounidense de Montclair, New Jersey.

## Historia
Pinegrove Empezó en enero de 2010 con la publicación de su primer EP titulado Mixtape One.
En febrero de 2012, Pinegrove publicó su álbum debut de larga duración titulado Meridian. Publicaron su segundo EP en julio de 2013 titulado &. En junio de 2014, Pinegrove publicó su tercer EP, titulado Mixtape Two.
En 2014, Pinegrove regrabó su canción "Problems"  por Topshelf Records 2014 .
A principios de 2015, Pinegrove liberó una casete de recopilaciónes titulado Everything So Far. En octubre de 2015, Pinegrove firmó con Run For Cover Records. Después de firmar , ellos re-hicieron su casete de recopilaciónes, añadiendo dos canciones nuevas llamas "New Friends" y "Angelina".
En enero de 2016, Pinegrove anunció su álbum debut en Run For Cover titulado Cardinal , el cual fue publicado el 12 de febrero de 2016.

## Miembros de banda
- Evan Stephens Hall (voz)[12]
- Nick Levine (guitarra)[12]
- Sam Skinner (Bajo)[12]
- Zack Levine (Batería)[12]

## Discografía
Álbumes de estudio
- Meridiano (2012, auto-publicación)
- Cardinal (2016, Run For Cover)[10][11]

EPs
- Mixtape One (2010, auto-publicación)
- & (2013, auto-publicación)
- Mixtape Two (2014, auto-publicación)

Recopilaciones
- Everything So Far (principios de 2015,auto-publicación, finales de 2015, re-hecho por Run For Cover)